# سكوت كويجلي
سكوت ديفيد كويجلي (بالإنجليزية: Scott David Quigley؛ مواليد 2 سبتمبر 1992) هو لاعب كرة قدم إنجليزي محترف يلعب كمهاجم.
كان مهاجمًا سريعًا يستخدم قدميه، وحصل على منحة دراسية لمدة ثلاث سنوات مع نادي نيو ساينتس قبل أن يصبح لاعبًا محترفًا في النادي في عام 2012. بعد فترات إعارة مع كرزوس وكارمارثين تاون وكيفن دريدز، سجل 61 هدفًا في 122 مباراة مع تي إن إس. خلال السنوات الخمس التي قضاها في النادي، فاز بخمسة ألقاب في الدوري الويلزي الممتاز، وثلاثة ألقاب في كأس ويلز، وثلاثة ألقاب في كأس الدوري الويلزي، بما في ذلك ثلاثيتان متتاليتان في موسمي 2014–15 و2015–16. تم التعاقد معه من قبل بلاكبول في عام 2017 وقضى بعض الوقت على سبيل الإعارة في ريكسهام، بورت فايل، ونادي هاليفاكس تاون. ووقع مع بارو في عام 2019. ساعد النادي على الفوز بالترقية إلى دوري كرة القدم باعتباره بطل الدوري الوطني في موسم 2019–20. غادر بارو للتوقيع مع مقاطعة ستوكبورت في عام 2021 وفاز بلقب الدوري الوطني للمرة الثانية في ثلاثة مواسم في 2021–22. تمت إعارته إلى نادي روشدايل لموسم 2022–23. وعاد إلى كرة القدم خارج الدوري بعد التوقيع مع إيستلي في يوليو 2023، حيث بقي لمدة موسمين.

## المسيرة

### ذا نيو سينتس
انضم كويجلي إلى جامعة نيو ساينتس في عام 2009 في برنامج منحة دراسية لمدة ثلاث سنوات. تم إعارته إلى نادي كرزوس من كمري ألاينس في سبتمبر 2011، على الرغم من أنه كلف «الطيور الزرقاء» عن غير قصد خصم ثلاث نقاط بعد أن ارتكب النادي خطأ أثناء تسجيله. وقع عقدًا احترافيًا لمدة عامين مع تي إن إس في مايو 2012. شارك لأول مرة مع النادي في 12 سبتمبر، حيث دخل كبديل في الدقيقة 86 لسيمون سبندر في هزيمة 1–0 أمام بريستاتين تاون. في 11 أكتوبر 2012، انضم إلى منافسه في الدوري الويلزي الممتاز كارمارثين تاون ‏ في صفقة إعارة لمدة شهر واحد. حقق بداية «متفجرة» في وقته في ريتشموند بارك، حيث ساعد في صنع هدف بعد دقيقة واحدة من دخوله كبديل في الشوط الثاني خلال الهزيمة 4–2 أمام كوناه كواي نومادز. شارك في خمس مباريات مع فريق «الذهب القديم» التابع لمارك أيزلوود، واستمر في الظهور في إجمالي سبع مباريات مع تي إن إس بحلول نهاية موسم 2012–13 حيث فاز النادي الذي يقع مقره في أوزويستري بلقب الدوري بفارق 22 نقطة عن إيرباص يو كاي بروتون.
في 16 أغسطس 2013، خرج على سبيل الإعارة إلى نادي كيفن دريدز التابع لرابطة كمري ألاينس. سجل هدفين في ست مباريات مع تي إن إس خلال موسم 2013–14، وجاءت أهدافه الأولى للنادي في فوز 9–1 على بانجور سيتي في 18 أبريل. فاز فريق تي إن إس مرة أخرى بالدوري تحت قيادة كريج هاريسون، وهذه المرة أنهى الموسم متقدمًا بفارق 14 نقطة عن صاحب المركز الثاني فريق إيرباص يو كاي بروتون. في 22 يوليو 2014، ظهر في دوري أبطال أوروبا لأول مرة، خلال الجولة الثانية من التصفيات، حيث خسر القديسون 2–0 على أرضهم أمام نادي سلوفان براتيسلافا السلوفاكي. تم اختياره كأفضل لاعب شاب في النادي لموسم 2014–2015، بعد أن سجل 12 هدفًا في 36 مباراة. كما فاز بلقب الدوري الويلزي الممتاز للمرة الثالثة حيث أنهى فريق تي إن إس الموسم متقدما بفارق 18 نقطة عن صاحب المركز الثاني بالا تاون. جاء اثنان من أهدافه في نهائي كأس الدوري الويلزي في 25 يناير، حيث انتصر القديسون 3–0 على بالا تاون. في 2 مايو، ظهر كبديل في الدقيقة 71 لأدريان سيسليفيتش في نهائي كأس ويلز في لاثام بارك، والتي انتهت بفوز 2–0 على نيوتاون لتأمين الثلاثية المحلية لتي إن إس.
في 1 يوليو 2015، سجل هدفه الأول في المسابقة الأوروبية، حيث سجل القديسون فوزًا بنتيجة 2–1 على فريق سكان جزر فارو بي36 توشهافن في الجولة الافتتاحية من التصفيات. حصل على أول طرد في مسيرته في 23 أكتوبر، خلال الوقت بدل الضائع في فوز 4–0 على أبيريستويث تاون. سجل 18 هدفًا في 39 مباراة في موسم 2015–16، مما ساعد تي إن إس على الفوز بلقب الدوري الخامس على التوالي. ظهر مرة أخرى في نهائي كأس الدوري الويلزي، حيث هزم تي إن إس نادي دينبي تاون ‏ بنتيجة 2–0 في مايسدو بارك في 25 يناير. كما احتفظوا بلقب كأس ويلز لإكمال الثلاثية المحلية الثانية على التوالي، حيث سجل كويجلي الهدف الثاني في الفوز 2–0 على إيرباص يو كيه بروتون في ملعب ريس كورس. سجل 16 هدفًا في 26 مباراة في موسم 2016–17، بما في ذلك هدفين ضد فريق تري بيني من سان مارينو خلال تصفيات دوري أبطال أوروبا. كان فريق تي إن إس مهيمنًا مرة أخرى في الدوري، حيث أنهى الموسم متقدمًا بفارق 27 نقطة عن صاحب المركز الثاني كوناهس كواي بعد تسجيل رقم قياسي عالمي في 27 فوزًا متتاليًا في الدوري الممتاز. كما حصلوا على لقب كأس الدوري الويلزي للمرة الثالثة على التوالي بفوزهم 4–0 على نادي باري تاون يونايتد في ملعب سينكويد. ومع ذلك، فقد خسروا نهائي كأس ويلز، حيث سقطوا بنتيجة 2–1 أمام بالا تاون في نانتبورث. افتتح موسم 2017–18 بشكل جيد بتسجيله ثلاثة أهداف خلال تصفيات دوري أبطال أوروبا حيث هزم القديسون فريق أوروبا من جبل طارق في الجولة الأولى. قال المدير سكوت روسكوي إنه «كان سعيدًا للغاية بهذا الشاب» بعد أن نجح كويجلي في تأمين انتقاله إلى الدوري الإنجليزي لكرة القدم بعد فترة ثماني سنوات قضاها في بارك هول.

### بلاكبول
في 16 أغسطس 2017، وقع كويجلي عقدًا لمدة عامين (مع خيار لمدة ثالثة) مع نادي بلاكبول في دوري الدرجة الأولى بعد توقيعه مقابل رسوم أولية قدرها 35،000 جنيه إسترليني (قد ترتفع إلى 50،000 جنيه إسترليني). وقال المدير غاري بوير «إنه مهاجم شاب وقوي يتناسب مع النموذج الذي نحاول تطويره في النادي». شارك لأول مرة مع فريق «اليوسفي» في 29 أغسطس، حيث لعب أول 70 دقيقة من مباراة كأس دوري كرة القدم الإنجليزية ضد ويغان أثلتيك في بلومفيلد رود، والتي انتهت بهزيمة بركلات الترجيح بعد التعادل 1–1. شارك لأول مرة في الدوري في 12 سبتمبر، حيث دخل كبديل في الوقت بدل الضائع لكايل فاسيل في فوز 3–1 على بليموث أرجايل. في 16 يناير 2018، انضم كويجلي إلى نادي ريكسهام في الدوري الوطني على سبيل الإعارة لبقية موسم 2017–18. قال المدير دين كيتس «على الرغم من الإحباط الذي شعر به في النصف الأول من الموسم [مع فرص محدودة للفريق الأول في بلاكبول]، فإنه يستطيع أن ينتقم من خصومنا لبقية الموسم من أجلنا». بعد فشله في التسجيل في تسع مباريات بديلة في الدوري وخمس مباريات كأس دوري كرة القدم الإنجليزية مع «سي سايدرز»، أعاد اكتشاف مستواه مع «التنانين» وسجل ثمانية أهداف في 17 مباراة بالدوري الوطني.
في 5 يوليو 2018، انضم كويجلي إلى نادي بورت فايل من دوري الدرجة الثانية على سبيل الإعارة طوال موسم 2018–19، حيث التقى بزميله السابق في فريق تي إن إس كونيل رولينسون. صرح المدير نيل أسبين أنه تم التوصية به من قبل المدرب غاري برابين. عند الانضمام إلى «فاليانس»، قال كويجلي «ستكون هذه أول فترة حقيقية لي في دوري كرة القدم ولا أستطيع الانتظار للبدء». سجل هدفه الأول والوحيد للنادي في 13 نوفمبر، حيث افتتح التسجيل خلال الفوز 2–1 على والسول في كأس دوري كرة القدم الإنجليزية. تم استدعاؤه إلى بلاكبول في يناير بعد أن بدأ مباراة واحدة فقط في الدوري و12 مباراة أخرى في فالي بارك.
في 3 يناير 2019، عاد كويجلي إلى الدوري الوطني على سبيل الإعارة، وهذه المرة إلى نادي هاليفاكس تاون ؛ وصرح المدرب جيمي فولارتون: «لن يضيف سكوت بُعدًا جديدًا إلى فريقنا فحسب، ونأمل أن يُسجل أهدافًا، بل ستنسجم شخصيته وطباعه بسلاسة مع المجموعة. إنه إضافة رائعة وإنجاز حقيقي لنا بضم مثل هذا اللاعب».

### بارو
في 20 مايو 2019، وقع كويجلي مع نادي بارو في الدوري الوطني بعقد مدته ثلاث سنوات. كان هداف القسم برصيد 20 هدفًا بحلول الوقت الذي تم فيه تعليق الدوري الوطني بسبب جائحة فيروس كورونا، على الرغم من إيقاف كويجلي نفسه أيضًا بعد حصوله على بطاقة حمراء في هزيمة 1–0 على أرضه أمام نوتس كاونتي في 7 مارس. على الرغم من عدم استئناف الموسم، فقد صعد بارو إلى دوري كرة القدم باعتباره بطل الدوري الوطني. وقّع عقدًا جديدًا لمدة ثلاث سنوات في يوليو 2020. تم التصويت له كأفضل لاعب في العام من قبل جماهير بارو. تم اختياره أيضًا ضمن فريق العام في الدوري الوطني، إلى جانب زملائه في الفريق جوش كاي وجون روني.
استغرق الأمر حتى أواخر شهر نوفمبر ليسجل هدفه الأول مع عودة بارو إلى الدوري الإنجليزي الممتاز، على الرغم من اعتقاد المدرب ديفيد دون أن هذا الهدف سيعطي دفعة قوية لموسم المهاجم. أُقيل دان بعد بضعة أسابيع، وقال مايكل جولي، المُعيّن حديثًا، إن كويجلي كان «نقطة محورية للفريق، فهو يُشكّل تهديدًا كبيرًا، وصعب المراس. يتحمّل الكثير من الانتقادات نيابةً عن الفريق... أتطلع حقًا للعمل معه». لم يستمر حكم جولي سوى شهرين، لكن المدير المؤقت روب كيلي حافظ على ثقته في كويجلي، الذي سجل 15 هدفًا من 41 مباراة ليساعد بارو على إنهاء الموسم فوق منطقة الهبوط في الدوري الثاني في نهاية موسم 2020–21.

### ستوكبورت كونتي
في 15 يوليو 2021، أعلن كويجلي رحيله عن بارو وعودته إلى الدوري الوطني للانضمام إلى مقاطعة ستوكبورت مقابل رسوم غير معلنة، وتوقيع عقد لمدة ثلاث سنوات. استشهد «بأسباب عائلية» كسبب لانتقاله إلى إدجلي بارك وحث مشجعي بارو على عدم الاستماع إلى «الأكاذيب» التي تقول العكس حيث ذكر مدير بارو الجديد مارك كوبر أن ستوكبورت عرض عقدًا لا يستطيع بارو المنافسة عليه. في 17 نوفمبر، سجل هدفين حيث قلب ستوكبورت تأخره بنتيجة 3–1 ليفوز على فريق بولتون واندررز من الدوري الأول في الجولة الأولى من كأس الاتحاد الإنجليزي. سجل عشرة أهداف في 37 مباراة طوال موسم 2021–22 حيث ضمن فريق «هاترز» التابع لديف تشالينور العودة إلى دوري كرة القدم كأبطال للدوري الوطني.
بعد أن اقتصرت مشاركاته على أربع مباريات كبديل بعد عودة ستوكبورت إلى الدوري الإنجليزي لكرة القدم، انضم كويجلي إلى روشدايل على سبيل الإعارة لمدة موسم في 1 سبتمبر 2022. علق المدير جيم بنتلي قائلاً «سكوت هو لاعب أعجبت به دائمًا وكنت قريبًا من التوقيع معه سابقًا». سجل خمسة أهداف في عشرين مباراة بدأها كلاعب أساسي وسبع مباريات كبديل مع نادي روشدايل في موسم 2022–23 حيث هبط النادي من الدوري الإنجليزي الممتاز في المركز الأخير.

### إيستلي
في 17 يوليو 2023، عاد كويجلي إلى الدوري الوطني عندما انضم إلى إيستلي. سجل 11 هدفًا في 46 مباراة خلال موسم 2023–24. غادر النادي عند انتهاء عقده في نهاية موسم 2024–25 بعد أن ساهم بثلاثة أهداف أخرى من 25 مباراة.

## أسلوب اللعب
كويجلي هو مهاجم سريع يستخدم قدميه. على الرغم من كونه 6 قدم 4 في (1.93 م) يفضل اللعب بالكرة على الأرض.

## الإحصائيات
آخر تحديث نهاية موسم 2024–25.
| النادي                 | الموسم                | الدوري                          | الدوري | الدوري  | الكأس الوطني | الكأس الوطني | كأس الدوري | كأس الدوري | أوروبا | أوروبا  | أخرى   | أخرى    | المجموع | المجموع |
| النادي                 | الموسم                | الدرجة                          | الظهور | الأهداف | الظهور       | الأهداف      | الظهور     | الأهداف    | الظهور | الأهداف | الظهور | الأهداف | الظهور  | الأهداف |
| ---------------------- | --------------------- | ------------------------------- | ------ | ------- | ------------ | ------------ | ---------- | ---------- | ------ | ------- | ------ | ------- | ------- | ------- |
| ذا نيو سينتس           | 2012–13               | الدوري الويلزي الممتاز          | 6      | 0       | 0            | 0            | 1          | 0          | 0      | 0       | 0      | 0       | 7       | 0       |
| ذا نيو سينتس           | 2013–14               | الدوري الويلزي الممتاز          | 6      | 2       | 0            | 0            | 0          | 0          | 0      | 0       | 0      | 0       | 6       | 2       |
| ذا نيو سينتس           | 2014–15               | الدوري الويلزي الممتاز          | 28     | 6       | 3            | 2            | 4          | 4          | 1      | 0       | 0      | 0       | 36      | 12      |
| ذا نيو سينتس           | 2015–16               | الدوري الويلزي الممتاز          | 28     | 9       | 3            | 4            | 4          | 4          | 4      | 1       | 0      | 0       | 39      | 18      |
| ذا نيو سينتس           | 2016–17               | الدوري الويلزي الممتاز          | 18     | 8       | 3            | 4            | 3          | 1          | 4      | 2       | 2      | 1       | 26      | 16      |
| ذا نيو سينتس           | 2017–18               | الدوري الويلزي الممتاز          | 0      | 0       | 0            | 0            | 0          | 0          | 4      | 3       | 0      | 0       | 4       | 3       |
| ذا نيو سينتس           | المجموع               | المجموع                         | 86     | 25      | 9            | 10           | 12         | 9          | 13     | 6       | 2      | 1       | 122     | 61      |
| كارمارثين تاون (إعارة) | 2012–13               | الدوري الويلزي الممتاز          | 5      | 0       | 0            | 0            | 0          | 0          | –      | –       | 0      | 0       | 5       | 0       |
| بلاكبول                | 2017–18 ‏              | الدوري الإنجليزي الدرجة الأولى  | 9      | 0       | 0            | 0            | 0          | 0          | –      | –       | 5      | 0       | 14      | 0       |
| بلاكبول                | 2018–19 ‏              | الدوري الإنجليزي الدرجة الأولى  | 0      | 0       | 0            | 0            | 0          | 0          | –      | –       | 0      | 0       | 0       | 0       |
| بلاكبول                | المجموع               | المجموع                         | 9      | 0       | 0            | 0            | 0          | 0          | 0      | 0       | 5      | 0       | 14      | 0       |
| ريكسهام (إعارة)        | الدوري الوطني 2017–18 | دوري الدرجة الخامسة الإنجليزي   | 17     | 8       | 0            | 0            | 0          | 0          | –      | –       | 0      | 0       | 17      | 8       |
| بورت فايل (إعارة)      | 2018–19 ‏              | الدوري الإنجليزي الدرجة الثانية | 11     | 0       | 0            | 0            | 1          | 0          | –      | –       | 1      | 1       | 13      | 1       |
| هاليفاكس تاون (إعارة)  | 2018–19               | دوري الدرجة الخامسة الإنجليزي   | 15     | 2       | 0            | 0            | 0          | 0          | –      | –       | 0      | 0       | 15      | 2       |
| نادي بارو              | 2019–20               | دوري الدرجة الخامسة الإنجليزي   | 35     | 20      | 1            | 0            | –          | –          | –      | –       | 1      | 0       | 37      | 20      |
| نادي بارو              | 2020–21               | الدوري الإنجليزي الدرجة الثانية | 38     | 15      | 1            | 0            | 0          | 0          | –      | –       | 2      | 0       | 41      | 15      |
| نادي بارو              | المجموع               | المجموع                         | 73     | 35      | 2            | 0            | 0          | 0          | 0      | 0       | 3      | 0       | 78      | 35      |
| ستوكبورت كونتي         | 2021–22               | دوري الدرجة الخامسة الإنجليزي   | 31     | 6       | 4            | 4            | –          | –          | –      | –       | 2      | 0       | 37      | 10      |
| ستوكبورت كونتي         | 2022–23 ‏              | الدوري الإنجليزي الدرجة الثانية | 2      | 0       | 0            | 0            | 2          | 0          | –      | –       | 0      | 0       | 4       | 0       |
| ستوكبورت كونتي         | المجموع               | المجموع                         | 31     | 6       | 4            | 4            | 2          | 0          | 0      | 0       | 2      | 0       | 39      | 10      |
| نادي روتشديل (إعارة)   | 2022–23 ‏              | الدوري الإنجليزي الدرجة الثانية | 26     | 5       | 0            | 0            | 0          | 0          | –      | –       | 1      | 0       | 27      | 5       |
| إيستلي                 | 2023–24               | دوري الدرجة الخامسة الإنجليزي   | 40     | 11      | 5            | 0            | –          | –          | –      | –       | 1      | 0       | 46      | 11      |
| إيستلي                 | 2024–25               | دوري الدرجة الخامسة الإنجليزي   | 23     | 2       | 1            | 0            | –          | –          | –      | –       | 1      | 1       | 25      | 3       |
| إيستلي                 | المجموع               | المجموع                         | 63     | 13      | 6            | 0            | 0          | 0          | 0      | 0       | 2      | 1       | 71      | 14      |
| الإجمالي               | الإجمالي              | الإجمالي                        | 338    | 94      | 22           | 14           | 15         | 9          | 13     | 6       | 16     | 3       | 404     | 124     |

1. ↑  تشمل كأس ويلز، كأس الاتحاد الإنجليزي
2. ↑  تشمل كأس الدوري الويلزي[الإنجليزية]، كأس رابطة الأندية الإنجليزية المحترفة
3. 1 2 3 4  المباريات في دوري أبطال أوروبا
4. ↑  المباريات في كأس التحدي الاسكتلندي[الإنجليزية]
5. 1 2 3  المباريات في كأس دوري كرة القدم الإنجليزية
6. 1 2  المباريات في كأس تحدي الرابطة[الإنجليزية]

## الإنجازات
ذا نيو سينتس
- الدوري الويلزي الممتاز: 2012–13، 2013–14، 2014–15، 2015–16، 2016–17
- كأس ويلز: 2013–14، 2014–15، 2015–16 ؛ الوصيف: 2016–17
- كأس الدوري الويلزي[الإنجليزية]: 2014–15، 2015–16، 2016–17 ؛ الوصيف: 2012–13

بارو
الدوري الوطني: 2019–20
ستوكبورت كونتي
- الدوري الوطني: 2021–22[64]

الفردية
- فريق الدوري الوطني لهذا العام: 2019–20[46]
- لاعب العام لجماهير بارو: 2020–21[45]